# Thiên hoàng Itoku
Thiên hoàng Itoku (懿徳天皇, Itoku-tennō, Ý Đức Thiên hoàng) là Nhật hoàng thứ tư theo Danh sách Nhật hoàng truyền thống.

## Truyện truyền thuyết
Không có ngày tháng chắc chắn về cuộc đời và triều đại của vị Nhật hoàng này. Itoku được các nhà sử học coi là một "Nhật hoàng truyền thuyết" vì thiếu thông tin về ông, mà cũng không thể phủ định được việc một người như thế đã từng tồn tại. Hơn nữa, các học giả chỉ biết than thở rằng, ở thời điểm này, không có đủ các bằng chứng để nghiên cứu và thẩm tra kỹ càng hơn.
Trong Cổ Sự Ký (Kojiki) và Nhật Bản Thư Kỷ (Nihonshoki) chỉ có cái tên và phả hệ của ông được ghi lại. Người Nhật theo truyền thống chấp nhận sự tồn tại lịch sử của quốc chủ mình, và một misasagi hay lăng mộ của Ý Đức hiện vẫn còn; tuy vậy, không có ghi chép đương thời hiện có nào được khám phá có thể xác nhận quan điểm rằng nhân vật lịch sử này đã thực sự làm vua. Ông được coi là người thứ ba trong số tám Nhật hoàng không có truyền thuyết nào trực tiếp liên quan đến họ, hay còn gọi là "Khiếm sử bát đại" (欠史八代, Kesshi-hachidai).
Các thế hệ sau này có thể đã tính cả cái tên này vào danh sách các Nhật hoàng, do đó, biến ông trở thành một vị hoàng đế, một trong các quốc chủ đầu tiên và tổ tiên của Hoàng gia Nhật Bản, đã liên tục ngồi trên ngai vàng kể từ thời đó. Nếu ông có thật, vào thời đó, danh xưng tenno (Thiên hoàng) vẫn chưa được sử dụng, và chính thể mà ông có lẽ đã cai trị cũng không bao gồm toàn bộ hay thậm chí là phần lớn Nhật Bản. Trong sử ký bao gồm cả những người tiếp nối ông trong thời kỳ đã có sử, có lý do để kết luận rằng Itoku, nếu ông tồn tại thật, có thể chỉ là một tù trưởng hay vua của một vùng vào đầu xã hội bộ lạc Yamato.
Nhà sư Jien ghi lại rằng Itoku là con trai thứ hai hay thứ ba của Thiên hoàng Annei, và ngự tại điện Migario no miya ở Karu, ngày nay là tỉnh Yamato.
Thụy hiệu của ông là Itoku. Không nghi ngờ gì nữa, cái tên này có dạng Trung Quốc và hàm ý của Phật giáo, nghĩa là nó phải được hợp thức hóa hàng thế kỷ sau thời Itoku, có lẽ là dưới thời huyền thoại về nguồn gốc của nhà Yamato được biên soạn thành sử ký với cái tên Cổ Sự Ký.